# János Varga
János Varga (Pest, Hungría, 21 de octubre de 1939-29 de diciembre de 2022) fue un deportista húngaro especialista en lucha grecorromana que llegó a ser campeón olímpico en México 1968.

## Carrera deportiva
En los Juegos Olímpicos de 1968 celebrados en México ganó la medalla de oro en lucha grecorromana estilo peso gallo, por delante del luchador rumano Ion Baciu (plata) y del soviético Ivan Kochergin (bronce).